# Хомсская впадина
Хомсская впадина (араб. فتحة حمص‎, фр. Trouée Homs-Tripoli), также Хомс-Гап (англ. Homs Gap) или Аккарская впадина — долина в юго-западной Сирии, между хребтами Ливан и Ансария, единственное место прохода во внутренние районы Сирии со средиземноморского побережья.
Распадок представляет собой относительно плоский проход в долине реки Оронт на юге Сирии, отделяющая горы Ан-Нусайрия и Эз-Завия от хребтов Ливана и Антиливана. По ущелью до самого его перехода в плодородную Аккарскую равнину у побережья протекает небольшая река Нахр-эль-Кабир , которая служит границей между Сирией и Ливаном.
Прозванный «вратами в Сирию», коридор в течение сотен лет привлекал торговцев и завоевателей, видевших в проходе стратегический пункт маршрута от приморских низменностей побережья к внутренним районам Центральной Сирии и другим частей Азии, поскольку он обеспечивает наиболее лёгкий доступ между средиземноморским побережьем и сирийским внутренним пространством. Впадина также является единственным крупным проходом через горные хребты, круглогодично открытым для движения.
Вероятно, битва при Кадеше, сражение сверхдержав своего времени, Египта и Хеттского царства, происходила на территории коридора, недалеко от современного водохранилища Хомс.
Знаменитый замок Крак-де-Шевалье также находится в «проходе Хомса». Изначально построенный в 1031 году, для охраны стратегического прохода, он был взят крестоносцами во время первого крестового похода и перестроен, а позднее несколько раз переходил из рук в руки, пока окончательно не был захвачен мусульманами.
Сегодня через Аккарскую впадину пролегает шоссе и железная дорога из Хомса до ливанского порта Триполи, а также нефтепровод.